# Зона 4 (район Милана)
Зона 4 — одна из девяти зон (городских районов) Милана.

## Внутреннее деление
Зона включает в себя следующие кварталы: Acquabella, Calvairate, Castagnedo, Cavriano, Forlanini, Gamboloita, La Trecca, Monluè, Morsenchio, Nosedo, Omero, Ponte Lambro, Porta Vittoria, Porta Romana, Rogoredo, San Luigi, Santa Giulia, Taliedo и Triulzo Superiore.

## Достопримечательности

### Парки
- Парк Форланини
- Парк Монлюэ
- Парк Витторио Форментато
- Парк Эмилио Алессандрини
- Парк Джино Кассини
- Парк Гвидо Галли.

## Транспорт
Станции Миланского метро:
- Линия M3: Brenta, Corvetto, Lodi TIBB, Porto di Mare, Rogoredo FS и San Donato.

Железнодорожные станции:
- Porta Romana, Porta Vittoria и Rogoredo.